# Homberg (Efze)
Homberg (Efze) – miasto powiatowe w Niemczech, w kraju związkowym Hesja, w rejencji Kassel, siedziba powiatu Schwalm-Eder, nad rzeką Efze.
Z tego miasta pochodzi aktorka Felicitas Woll.

## Współpraca
- Stolin, Białoruś
- Bridgwater, Wielka Brytania